# 13526 Libbrecht
13526 Libbrecht este un asteroid din centura principală de asteroizi.

## Descriere
13526 Libbrecht este un asteroid din centura principală de asteroizi. A fost descoperit pe 3 august 1991 la Observatorul La Silla de Eric Walter Elst. Asteroidul prezintă o orbită caracterizată de o semiaxă mare de 2,27 ua, o excentricitate de 0,13 și o înclinație de 6,6° în raport cu ecliptica.